# Drosselrørsanger
Drosselrørsanger (Acrocephalus arundinaceus) er en spurvefugl, der har sin hovedudbredelse i det meste af Europa syd for Danmark, i Nordafrika og i store dele af Asien. Arten ligner rørsanger, men er med sine 19 centimeter større og har en tydelig øjenbrynsstribe.
Den yngler i store rørskove og ses sjældent, men har en karateristisk sang. Til forskel fra rørsanger er sangen i et dybere toneleje og den synger kun i korte afsnit på 3-5 sekunder, der næsten altid afsluttes med et kara-kara-ki eller lignende. Den lever af insekter og i mindre grad også af småfisk og krebsdyr. Ligesom andre sangere overvintrer drosselrørsanger i Afrika.
Drosselrørsanger er en sjælden ynglefugl i Danmark, og er i det øvrige Skandinavien, Storbritannien og Irland manglende eller meget sjælden. I rørskove foretrækker den de dele, der har de kraftigste rør, hvilket ofte er dem, der vender ud mod vandet. Den er regnet som kritisk truet på den danske rødliste 2019.